# 中政院
中政院，元代官署名，官秩正二品。
院使七人，正二品；同知二人，正三品。专门负责皇后的宫廷供奉事宜，兼领皇后分地租税。下设有中瑞司、内正司、正翊司等。元真二年，开始设立，官秩正三品。大德四年，升中政院级别，官秩正二品。至大三年，升为从一品，院使七人，同知、众院、同众、院判各二人。至大四年，撤销并入典内院。皇鏖二年，重新设立中政院，官员如旧。